# Garz (Rügen)
För andra betydelser, se Garz (olika betydelser).
Garz är en stad på ön Rügen i nordtyska förbundslandet Mecklenburg-Vorpommern. Staden är öns äldsta stad.
Staden ingår i kommunalförbundet Amt Bergen auf Rügen tillsammans med kommunerna Bergen auf Rügen, Buschvitz, Gustow, Lietzow, Parchtitz, Patzig, Poseritz, Ralswiek, Rappin och Sehlen.

## Geografi
Garz är beläget på ön Rügens södra del i distriktet Vorpommern-Rügen.
Staden Garz har följande stadsdelar: Garz, Groß Schoritz, Zudar och Karnitz.

## Historia

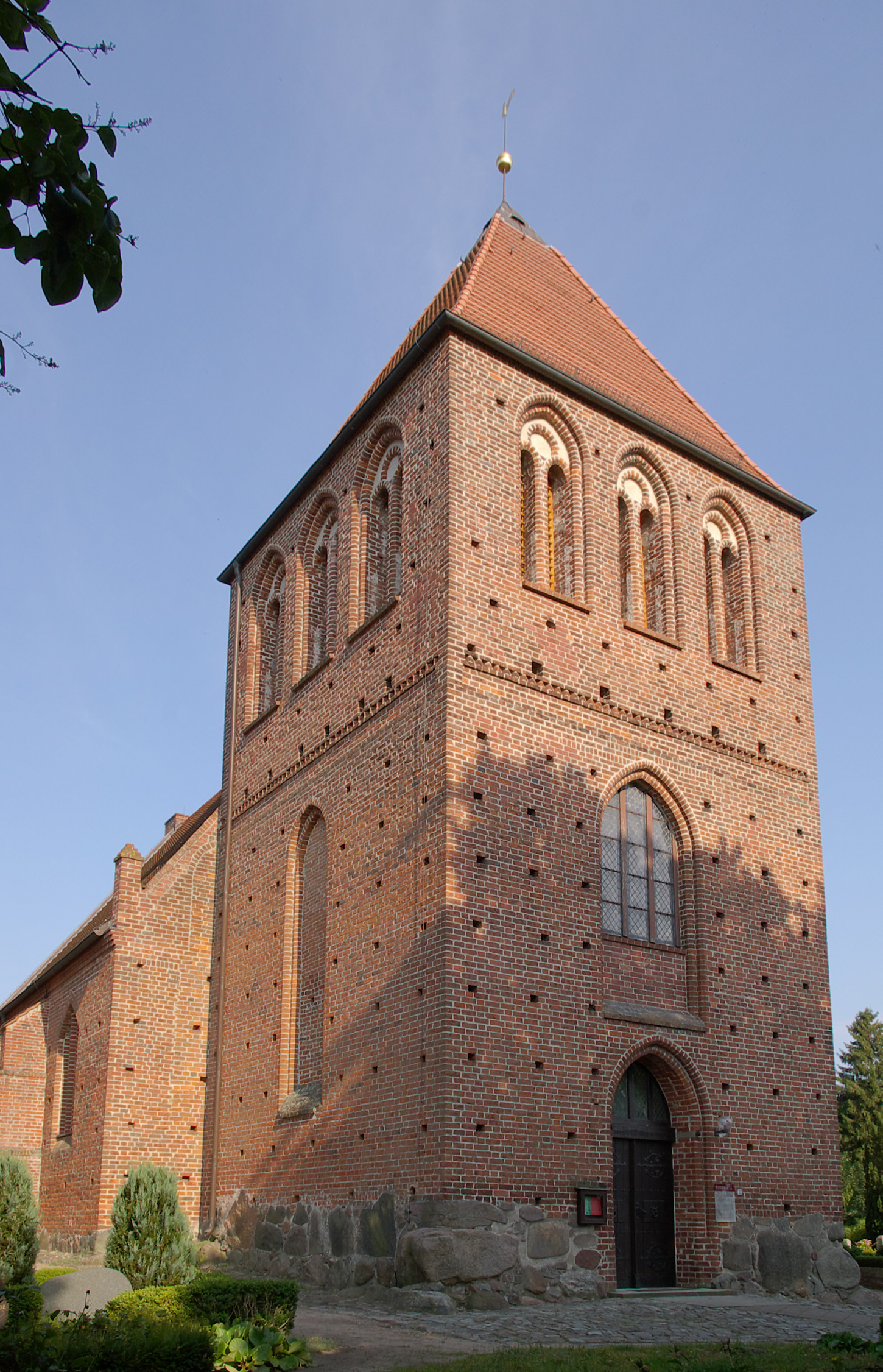
Petrikyrkan i Garz

På Garz nuvarande plats fanns på 1000-talet och 1100-talet en slavisk boplats och en slavisk borg. 1168 kristianiserades Rügen av danskarna, som förstörde bland annat den slaviska borgen i Garz. Under 1200-talet fick orten tysk befolkning.
Staden Garz omnämns för första gången i början av 1300-talet, då staden fick sina stadsrättigheter (1316/1319) av fursten Wizlaw III av Rügen. 1325 kom Garz till hertigdömet Pommern.
Efter det Trettioåriga kriget tillföll ön Rügen Sverige (Svenska Pommern) och var i svensk ägo fram till 1815, då staden Garz kom till Preussen.

### Östtyska tiden och tyska återföreningen
Under DDR-tiden tillhörde Garz distriktet Rügen inom länet Rostock (1956–1994). Efter den tyska återföreningen sanerades stadens stadskärna.
Under 2000-talet inkorporerades kommunerna Groß Schoritz (2001) och Zudar (2004) i staden Garz.

### Befolkningsutveckling
Befolkningsutveckling  i Garz
Källa:

## Sevärdheter

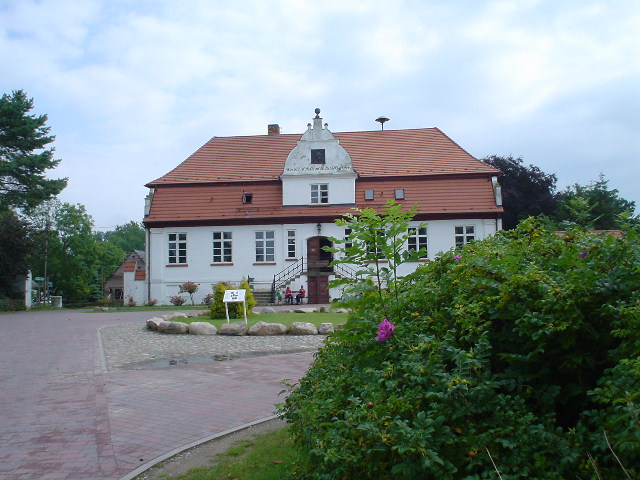
Ernst Moritz Arndts födelsehus

- Petrikyrkan från 1300-talet, uppförd i tegel
- Ernst Moritz Arndts födelsehus, i ortsdelen Groß Schoritz
- Rester av den slaviska borgvallen